# 柴门文
柴門文（日语：柴門 ふみ，1957年1月19日—），是日本漫畫家，日本德島縣德島市出身。本名細井準子，毕业于御茶水女子大學教育部哲学专业。出道前曾做漫画家弘兼宪史的助手，1980年与其结为夫妇。
柴门文的作品以广泛的现实性和深刻的情感震撼力著称。其《东京爱情故事》、《爱情白皮书》等多部作品被改编成电视连续剧，并在播映后掀起热潮。除漫画外，还曾經發表《关于爱情的个人意见》、《恋爱论》等文学著作。

## 出道作品
- 1979年在《少年MAGAZINE》增刊号发表《男子汉不服输》。

## 獲獎作品
- 1983年《P.S.我很好，俊平》獲第7回讲谈社漫画赏
- 1992年《家族的餐桌》、《爱情白皮書》獲第27回小学馆漫画赏

## 漫畫作品
★改編成電視劇
- 《男子漢不服輸》（1979年）
- 《P.S.我很好，俊平》★（講談社）
- 《僕の唄は君の歌》（講談社）
- 《愛して・姫子さん》（秋田書店、1985年）
- 《さっきまでパパがいた》（講談社）
- 《同班同学》★
- 《あしたになれば虹は》（河出書房新社、1988年）
- 《東京愛情故事》★
- 《新・同居時代》（小学館、1990年 - ）
- 《家族的餐桌》★
- 《愛情白皮書》★
- 《さくらんぼ爆弾》（白泉社）
- 《ビリーブ・ユー 信じる信じない信じたい。》（糸井重里と共著、小學館、1992年）
- 《女ともだち|女朋友》（雙葉社）
- 《少女以上少年未満》（講談社）
- 《Age, 35》★（小學館、1995年）
- 《非婚家族》★
- 《女強人俱樂部》★（小學館、1996年 - 1998年）
- 《花の名前 向田邦子漫画館》（新潮社、1999年）
- 《私を騙した男|欺騙我的男人》（小学館、1999年）
- 《ブックエンド》（小学館、1999年 - ）
- 《九龍で会いましょう|相約在九龍》★（小学館、2000年）
- 《みんな君に恋してる》（講談社、2003年）
- 《11月でも花火》
- 《結婚オペレーション10to6》
- 《ヴォイス 憂鬱なエスパー》（小學館、2004年）
- 《マイリトルタウン》（小學館、2004年）
- 《小早川伸木之戀》★（小學館、2005年 - 2006年）
- 《華和家四姐妹》★（講談社、2006年 - 2008年）
- 《アナタとわたしの探偵社》（講談社、2007年）
- 《ザ・ゴールデン》（小學館、2008年）
- 《悲しみについて僕が知っている二、三の事柄》
- 《はんなり!》（小學館、2008年 - 2010年）
- 《ペンキ木馬の恋人》（講談社、2009年）
- 《同窗生～人三次戀愛～》（同窓生 人は、三度、恋をする）（小学館、2011年 - 2012年）
- 《柴門文談情說愛》★
- 《那個夏天的回憶》
- 《無聲音樂盒》
- 《時代女性》
- 《京都風戀愛攻略》
- 《東京愛情故事〜After 25 years〜》（小學館、2016年）
- 《母控同志》（小學館、2017年 - 2020年）
- 《歡迎光臨薔薇村》（小學館、2021年 - 2024年）